# Mallotus pierrei
Mallotus pierrei là một loài thực vật có hoa trong họ Đại kích. Loài này được (Gagnep.) Airy Shaw mô tả khoa học đầu tiên năm 1968.